# Leskeodon caducifolius
Leskeodon caducifolius là một loài rêu trong họ Daltoniaceae. Loài này được W.R. Buck, A.J. Shaw & C. J. Cox mô tả khoa học đầu tiên năm 2002.